# 三河郡
三河郡，中国后涼时设置的郡。

## 建置沿革
后涼呂光時，分金城郡置三河郡，領白土、左南等縣，治所為白土（今青海省循化撒拉族自治县北），屬涼州。
十六国时期，三河郡相繼為后涼（？－398年）、南涼（398年－412年）、西秦（412年－430年）所有。西秦永康元年（412年），三河郡改屬河州。永弘三年（430年），吐谷渾佔領三河郡。

## 太守
- 沮渠麴粥，后涼呂光時被殺。[1]
- 吳陰，南涼秃发傉檀嘉平五年（412年）被西秦攻克。[2]
- 乞伏出累，西秦乞伏熾磐永康元年（412年）出任。[2]